# Ike Moriz
Eike Moriz (Friedberg, 14 de mayo de 1972), más conocido por su nombre artístico Ike Moriz, es un cantante, compositor, músico, actor y productor alemán-sudafricano. Ha liberado 20 álbumes en el indie rock, pop, latino, easy listening, baile, lounge, blues, jazz y géneros de swing.

## Biografía

### Primeros años
Ike Moriz creció arriba en Wentorf bei Hamburg, Alemania. El hijo de los joyeros Kai y Waltraud Moriz atendió el Wentorf escuela primaria de 1978 y después de 1982 el Wentorf escuela de gramática, donde sea también chico de cabeza de 1988 a 1989. Durante este tiempo actúe en juegos de teatro dirigieron por Hans Bittner, quién era también su profesor de piano. Después de graduarse en 1991, completó un año de servicio militar obligatorio. De 1992 a 1993 vaya a Sudáfrica para trabajar en la granja cítrica de su tío en Clanwilliam en el Provincia del Cabo Occidental.

### Estudios
Regresando a Hamburgo, Moriz estudió economía en la Universidad de Hamburgo de 1993 a 1995 y dio sus primeros conciertos como el cantante de ventaja de varias bandas de rock. También interpretó sus primeros papeles en obras de teatro en inglés. Él jazz estudiado entonces, rock y música de pop en la Hochschule für Musik Carl Maria von Weber en Dresde de 1995 a 1999 debajo Profesor Hanns-Herbert Schulz. Como parte de su curso, participó en un programa de intercambio de estudios de doce meses en la Universidad sudafricana de Música en Ciudad de Cabo y el Conservatory de Música en Róterdam (Erasmo Programa) de 1997 a 1998. Recibió dos grados (Bachelor de Música y Bachelor de Educación de Música).

### Carrera

#### Londres (1999–2005)
Ike Moriz vivido en Londres de tardío 1999 a temprano 2005. Inicialmente,  actúe como músico de calle, entonces como el vocalista de ventaja y jugador de teclado del Truco de banda de rock indie Stunt Double y finalmente como cantante de solo con una banda de copia de seguridad. En 2002 Moriz jugó su primera función principal en el Ahorro musical americano Anne en el Teatro de Greenwich. Funde su compañía récord, Mosquito Records London Pty Ltd., y grabó su primer golpe Fall Into The Sun en Tin Pan Alley Studios en 2002 con productor Steve Kent. Esto estuvo seguido por su primer dos solo álbumes, el cual  grabe y producido en Motion Studios de 2002 a 2005. Moriz  canciones número logrado uno en varias estaciones radiofónicas en el Reino Unido, el Países Bajos, Sudáfrica y Alemania y estuvo jugado en la radio en diecisiete países alrededor del mundo. Cantante británico David Bowie votó Ike Moriz  canciones 'Canción Superior de la Semana' varios tiempo en su sitio web. En 2004 Moriz actuado en el Ukkasie Festival de Artes en Londres con varios otros artistas sudafricanos como Heinz Winckler, Nianell y Steve Hofmeyr.
Moriz También funciones menores jugadas y cameos en largometrajes internacionales como Alfie (2004), Shanghai Knights (2003) y Love Actually (2003), así como en televisión sudafricana y británica serie como EastEnders, Strike Back: Project Dawn (2011), Backstage (2006) y The Bill.

#### Sudáfrica e internacional (desde entonces 2005)
Moriz Ha sido viviendo oficialmente en Sudáfrica desde entonces mayo 2005, donde él inmediatamente recibido mucha cobertura de medios de comunicación con su segundo álbum Play Me y sus liberaciones solas I Feel Real y Jugarme. Con televisión nacional y entrevistas radiofónicas, vídeos de música, aspectos en Ciudad de Cabo y Johannesburgo, y artículos en revistas y periódicos, deprisa devenga sabido nationwide y estuvo votado uno del país  superior cinco cantantes en 2006.
Esto estuvo seguido por otro álbum en el pop-género de rock, All Around The World (2007), el cual  presente por primera vez con conciertos lanzadores en FashionTV cafeterías en ambos Johannesburgo y Ciudad de Cabo. El lanzamiento de álbum en Ciudad de Cabo tuvo lugar al mismo tiempo tan CD partidos lanzadores en Alemania, el Netherlands y Gran Bretaña.

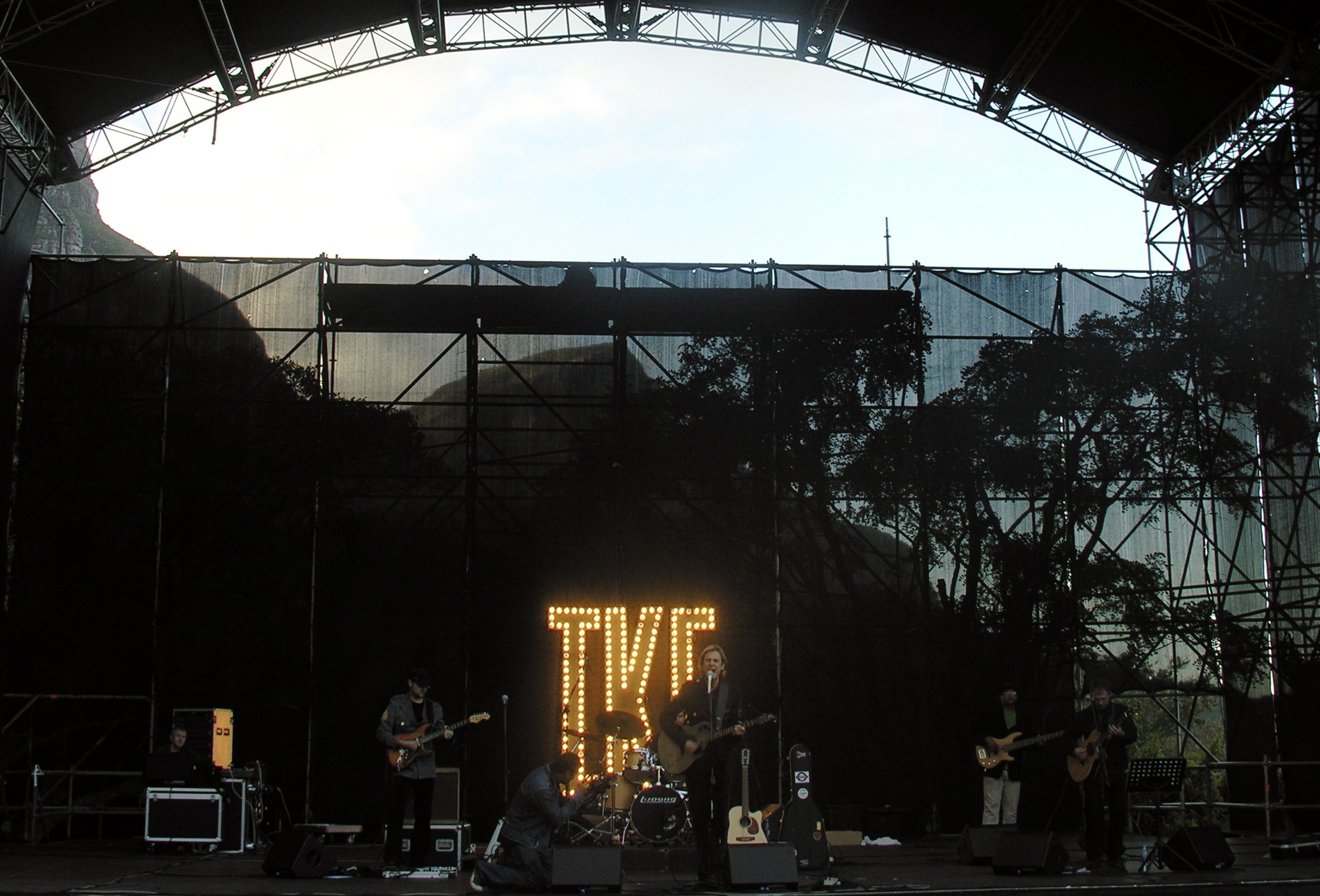
Ike Moriz en Kirstenbosch Jardín Botánico Nacional (Marcha 2007)

Moriz Actúa regularmente con una variedad de músicos acompañantes en Ciudad de Cabo y Johannesburgo, p. ej., en Oude Libertas Anfiteatro, la Victoria & Alfred Waterfront,  Kirstenbosch, hoteles numerosos y varios clubes, teatros y granjas de vino. En abril de 2008  dé un concierto en la ocasión de la 125.ª celebración de aniversario de la Ciudad de Cabo Escolar Internacional alemana.
En 2008, Moriz, quién era anteriormente sabido principalmente como un indie pop y cantante de rock, empezó para explorar una variedad de otros estilos, empezando con la liberación de su Stardust trilogy (2009), el cual constó de tres álbumes en el cambio y género de jazz. El estilo nuevo abrió la puerta a una audiencia incluso más grande, especialmente en el tan-llamado 'capital africana de jazz', Ciudad de Cabo, donde el cuarto jazz más grande el festival en el mundo ha sido aguantado anualmente desde entonces 2000.  En el mismo año  publique el álbum de Navidad Starry Night, para qué también filme un vídeo de música en Alemania en el observatorio de Hamburgo donde también actúe varios tiempo en el 'visión sternwARTe' festival de vez en cuando de su aniversario de 100 años.

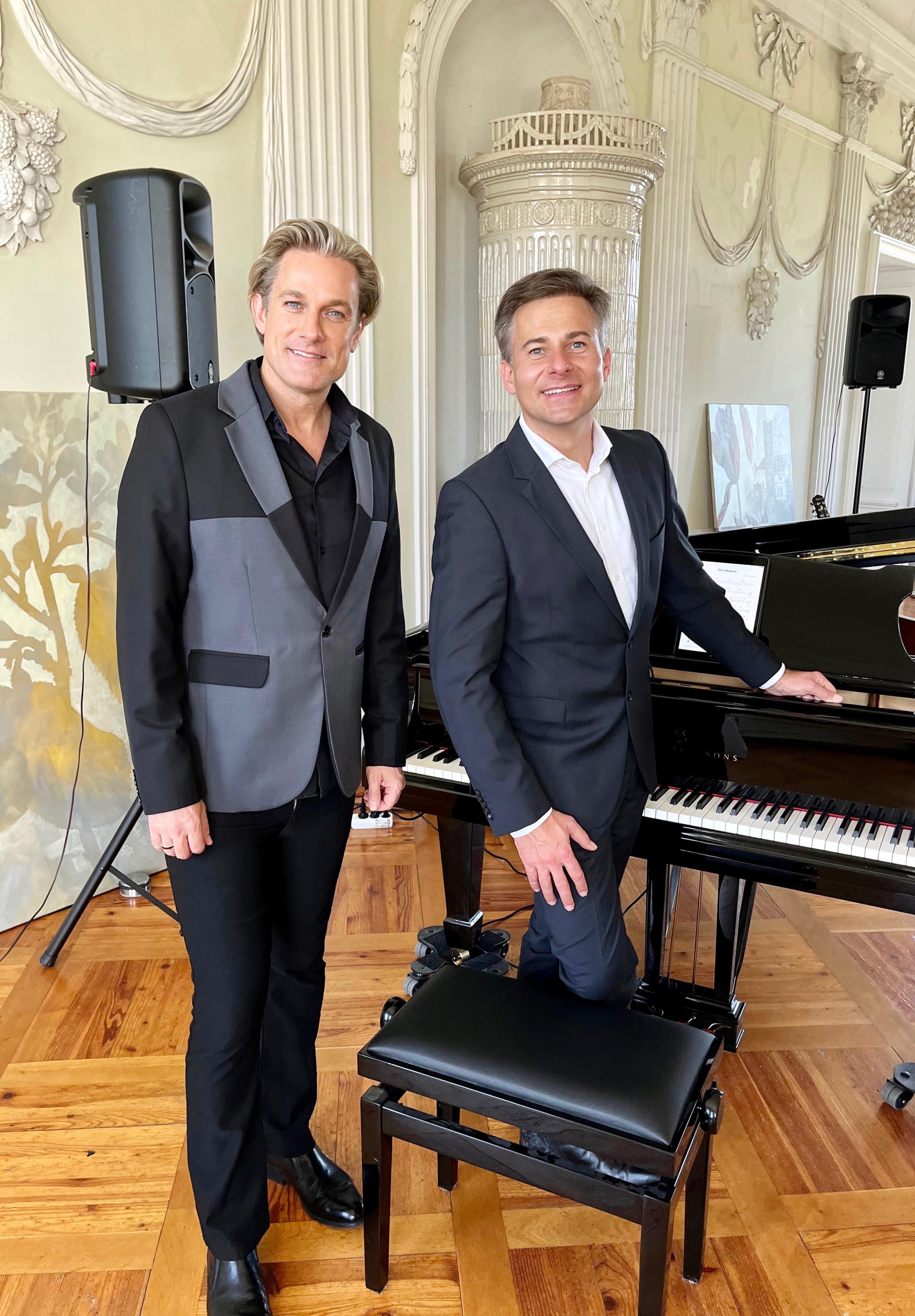
Ike Moriz y Charl Du Plessis en el castillo Vietgest, Alemania (Julio 2023)

 Desde emotivo a Sudáfrica, Moriz ha grabado todo de sus álbumes y singles en Paris Recording Studios en Fish Hoek, Ciudad de Cabo, donde ha también produjo otros artistas (como Brothers With Voices Cape Town). Entre 2010 y 2016, siete más jazz y álbumes de cambio siguieron, así como álbumes en el easy listening, latino, lounge, blues y pop-géneros de rock, como su de álbumes del cambio Siren Terpsichore (2012) y Love Swings (2015) y el blues álbum At Last (2014). En 2018, después de su Gold Rush del álbum (2017), Moriz, por primera vez, liberó un ‘mejor-de' álbum de recopilación el Millennium Hits 2002-2018. En abril del mismo año, Moriz  primer afrikáans-la lengua sola estuvo liberado, una cubierta del Louis van Rensburg canción Voshaarnooi. Moriz  álbum más tardío, Dragons, estuvo liberado en su cumpleaños encima 14 de mayo de 2020 durante el sudafricano COVID-19 cierre de emergencia, junto con el vídeo de música de su canción Say Your Name. Moriz se embarcó en un breve Dragons Tour con el saxofonista Kurt Buschmann en Alemania a fines de 2021 y en el verano de 2022 para promocionar su nuevo álbum. Durante la gira, actuó en el castillo Vietgest, la iglesia de San Miguel, Hamburgo, así como en el castillo Reinbek, donde interpretó la canción contra la guerra de Billy Joel, Leningrad, durante una entrevista en el canal de televisión alemán NDR 3. Moriz regresó al norte de Alemania para otra gira desde finales De junio a principios de agosto de 2023 actuando con los saofonistas Kurt Buschmann y Leandro Saint-Hill, así como con el pianista sudafricano Charl Du Plessis.

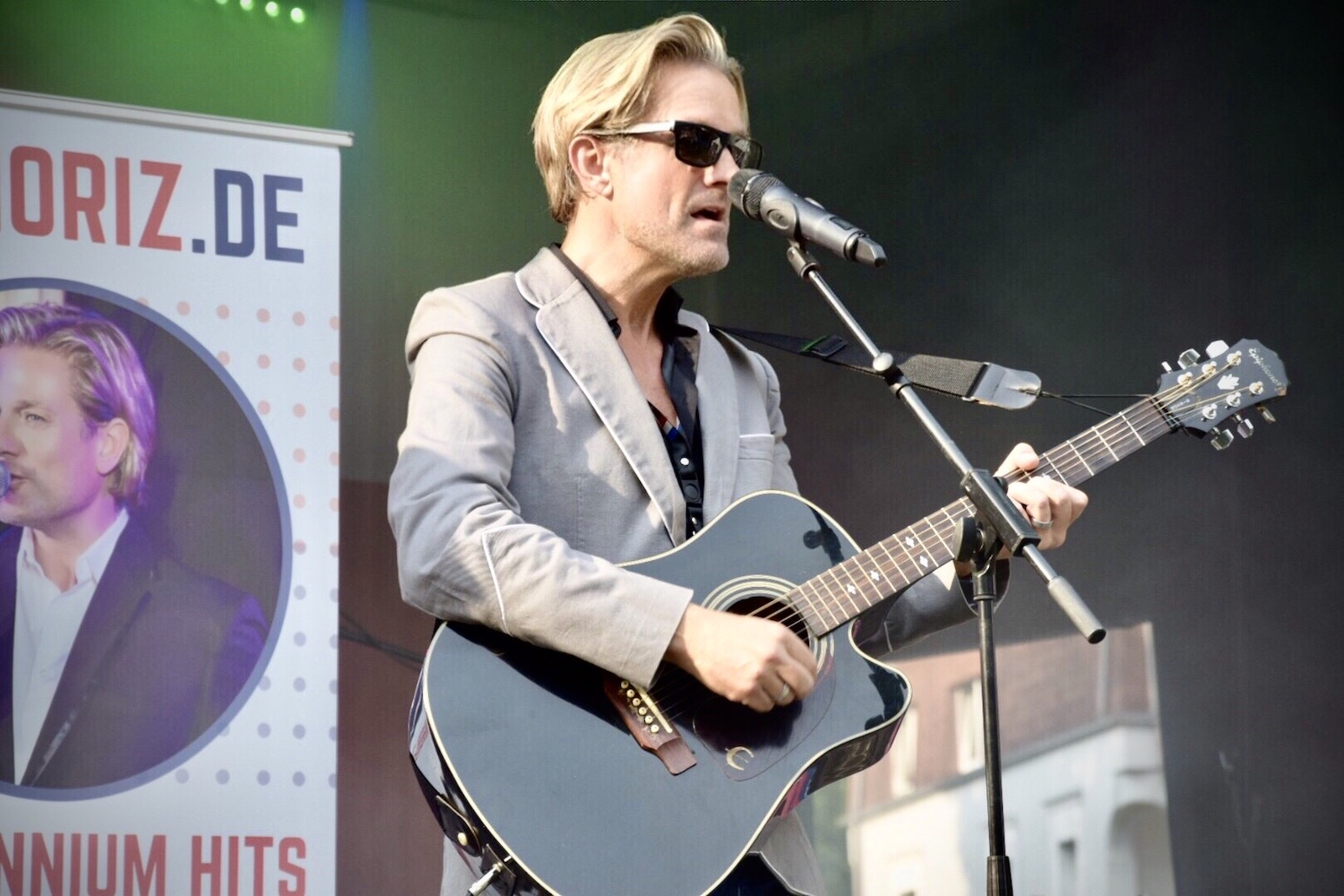
Ike Moriz en el canal NDR 3 etapa en el Bergedorf festival de ciudad, Alemania, julio 2018

El compositor versátil canta en inglés, pero también ha cantado canciones en alemán, afrikáans, español, xhosa y francés. Desde entonces 2010  ha sido visitando en Alemania cada año. En Sudáfrica, Moriz colabora, juegos y visitas con músicos de estudio renombrado y grupos de música como la Ciudad de Cabo Philharmonic Orquesta, el Ike Moriz Swing Band, Furgoneta de Willie del saxofonista Zyl, guitarristas Willem Moller, Gregory Schoeman, Gorm Helfjord, Alvin Dyers y David Leadbetter, drummers Kevin Gibson, Paul Tizzard, Ivan Bell, Shaun Michau, Barry furgoneta Zyl (Johnny Clegg Banda) y Tony & Frank Paco, pianists Andrew Ford, Amanda Tiffin, Muriel Marco, Jason Reolon y los bajistas Robert Nel, Wesley Rustin, Emilio Gassibe, Dave Ridgeway, y Charles Lazar. Otros cantantes sudafricanos como Judith Sephuma, Monique Hellenberg, Elana Afrika y Melanie Scholtz también ha actuado o grabó canciones con él.
Durante su carrera, Ike Moriz ha actuado en dieciocho países: Sudáfrica, Reino Unido, Alemania, Namibia, Marruecos, España, Italia, Grecia, Francia, Portugal, Senegal, Malta, Turquía, el Países Bajos, Luxemburgo, Islas Canarias, Botsuana y Bélgica. Todos de sus trabajos musicales han sido liberados a través de CD Baby y su etiqueta récord propio Mosquito Records London Pty Ltd., distribuido por Jassics Music (álbumes de jazz) y Select Music Distribution (primero tres álbumes y maxisencillo). Su catálogo de trabajos es "sub-publicado" en Sudáfrica por Sheer Publishing.

### Trabajo de la caridad

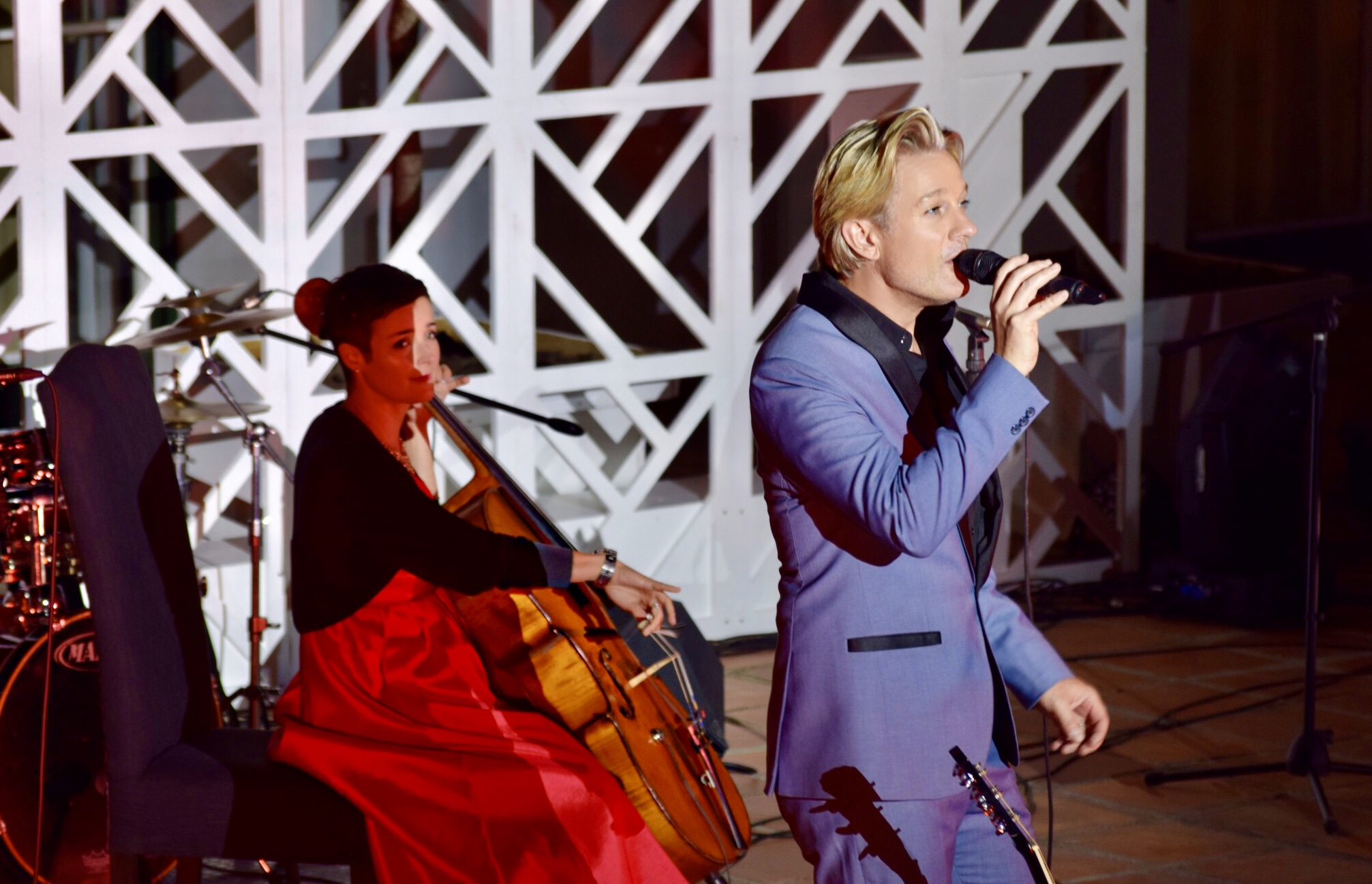
Ike Moriz concierto de Banda del Cambio en Paarl, Sudáfrica (2020)

Junto con el fotógrafo y escritor Kiara Worth, Moriz fundado y abanderó el grupo de interés de protección medioambiental 'Fresh Air For Hout Bay' en 2014, para qué  escriba, grabado y publicó la canción de protesta 'Lucky Star Ain't What You Are'. Moriz Y el valor también creado y dirigir la carpeta de contaminación del aire del HBRRA (Hout Bay Residents and Rate Payers Association) en el mismo año. El grupo estuvo fundado en respuesta a la contaminación de aire de una fábrica de harina de pescado en Hout Bahía. Moriz Y Worth estuvo entrevistado en artículos periodísticos numerosos y continuados a voluntario como los portavoces del grupo para 6 años hasta la clausura de la fábrica en 2020.
Durante los fuegos de montaña de Península de Cabo en Marcha 2015, Moriz compuso un himno para el sudafricano Volunteer Wildfire Services, llamó Heroes In Red de recaudar fondos para la organización.
Ha también aprobó la Ciudad de Cabo asociación de bienestar animal D.A.R.G. Con conciertos libres y jugados en acontecimientos de caridad para ayudar búsqueda de epilepsia del fondo en la Red Cross War Memorial Children's Hospital en Ciudad de Cabo con el ‘Alexi and Me' campaña. Moriz Regularmente actúa en Rotary acontecimientos en Ciudad de Cabo para patrocinar sus proyectos comunitarios. En septiembre de 2008 Ike Moriz aparecido cuando uno de los actos principales del ‘Zimfest' junto con otras bandas bien sabidas como Freshlyground y The Rudimentals para aprobar el trabajo de la ONG PASSOP (People Against Suffering, Oppression and Poverty). En 2006 Moriz participó en el registro de Greatest Love Of All con trece otras celebridades sudafricanas para levantar dinero para el ‘Differently Abled 24/7/365‘ iniciativa. Moriz, un corredor ávido, también patrocina la ONG Sakhisizwe programa de desarrollo de la juventud en Imizamo Yethu, Hout Bahía, donde él voluntarios regularmente en el locales Parkrun. En agosto de 2020 hubo un concierto en el lugar emblemático de Hamburgo, la iglesia principal de St. Michaelis, en ayuda de la organización alemana de ayuda a los niños "Plan International Deutschland e. V. ’planeado, que se pospuso hasta 2021 debido a la pandemia de COVID-19 en Alemania. El 10 de mayo de 2025, Ike actuó con su banda de swing en el Baile Anual de la Esperanza en el Westin Grand Hotel en Ciudad del Cabo en apoyo de la agencia de desarrollo holístico HOPE Cape Town.

### Vida personal

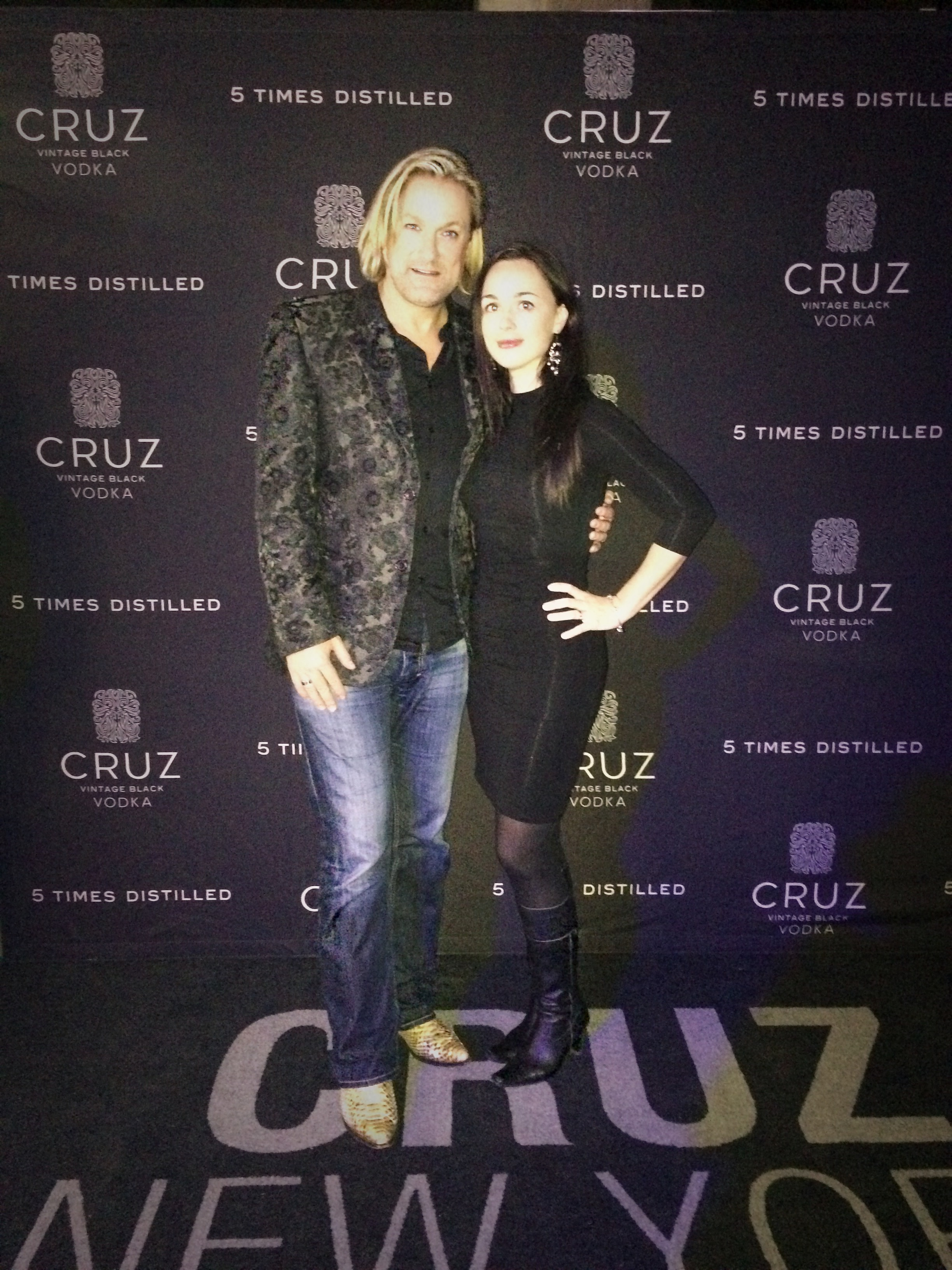
Ike Moriz y su mujer Madri (2015)

En 2012, Ike Moriz casado Madri Le Roux-Moriz, la hermana de cantante sudafricano Nataniël. Viven junto con sus hijas Sofia Marie y Kateline en Hout Bay en el Cabo Occidental. En el famoso Chapman's Peak Montaña, una formación de rock estuvo nombrada después de que Ike Moriz (‘Ike's Thumb') en 2012.

## Discografía

### Álbumes
- 2004: Mirrors and Shade (núm. de catálogo MOS0003, UPC: 634479004261)
- 2005: Play Me (núm. de catálogo MOS0005, UPC: 634479171659)
- 2007: All Around The World (núm. de catálogo MOS0006, UPC: 634479634215)
- 2009: Stardust (núm. de catálogo MOS0008, UPC: 884502111019)
- 2009: Body and Soul (núm. de catálogo MOS0007, UPC: 884502110944)
- 2009: Angel Eyes (núm. de catálogo MOS0009, UPC: 884502133356)
- 2009: Starry Night (núm. de catálogo MOS0010, UPC: 884502152654)
- 2010: Blue Moon (núm. de catálogo MOS0011, UPC: 884502361964)
- 2010: Charade (núm. de catálogo MOS0012, UPC: 884502783612)
- 2011: C'est Si Bon (núm. de catálogo MOS0013, UPC: 885767504462)
- 2011: Sunday (núm. de catálogo MOS0014, UPC: 885767568020)
- 2011: Breathing Dreams (núm. de catálogo MOS0015, UPC: 885767791848)
- 2012: Siren Terpsichore (núm. de catálogo MOS0017, UPC: 885767124417)
- 2014: At Last (núm. de catálogo MOS0018, UPC: 888174506364)
- 2014: Nobody Does It Better (núm. de catálogo MOS0021, UPC: 889211179251)
- 2015: Love Swings (núm. de catálogo MOS0024, UPC: 190394012793)
- 2016: Debonaire (núm. de catálogo MOS0025, UPC: 190394360597)
- 2017: Gold Rush (núm. de catálogo MOS0027, UPC: 191061556336)
- 2020: Dragons (núm. de catálogo MOS0030, UPC: 195079384493)

### Recopilaciones
- 2002: Centre Stage – A New Music Compilation (CD, Etiqueta: Matchbox Recordings Ltd.)
- 2006: MK89-Hoordosis Vol.1 (Doble-CD, Etiqueta: Next Music Pty Ltd., núm. de catálogo NextCD063, UPC: 6009694020626)
- 2018: Millennium Hits 2002–2018 (CD, Etiqueta: Mosquito Records London Pty Ltd., núm. de catálogo MOS0029, UPC: 191924968221)

### Singles Y EPs
- 2002: Fall Into The Sun (CD, maxisencillo), núm. de catálogo MOS0001, UPC: 5021272063321
- 2002:  You Could (CD, maxisencillo), núm. de catálogo MOS0002, UPC: 5021272066629
- 2005: Play Me (CD, maxisencillo), núm. de catálogo MOS0004
- 2011: Still (CD, maxisencillo), núm. de catálogo MOS0016, UPC: 885767253735
- 2014: To Cape Town (CD, maxisencillo), núm. de catálogo MOS0019, UPC: 888174675978
- 2014: Forevermore (CD, maxisencillo), núm. de catálogo MOS0020, UPC: 888174750316
- 2015: Heroes In Red (CD, Solos), núm. de catálogo MOS0022, UPC: 889211449712
- 2015: Lucky Star Ain't What You Are (CD, Solo), núm. de catálogo MOS0023, UPC: 889211640539
- 2016: On Our Way (CD, Solo), núm. de catálogo MOS0026, UPC: 191061190714
- 2018: Voshaarnooi (CD, Solo), núm. de catálogo MOS0028, UPC: 192914127390
- 2022: Something Stupid (CD, Solo), núm. de catálogo MOS0031, UPC: 198002695949
- 2022: Leningrad (CD, Solo), núm. de catálogo MOS0032, UPC: 198003966178
- 2025: Skulls & Stars (CD, Solo), núm. de catálogo MOS0035, UPC: 199199018467

### Vídeos de música
| - 2003: Still (filmado en Londres, Reino Unido) - 2004: Mirrors and Shade (filmados en: Londres, Reino Unido) - 2005: Play Me (filmado en: Ciudad de Cabo, Sudáfrica) - 2006: I Feel Real (filmado en: Ciudad de Cabo, Sudáfrica) - 2007: All Around The World (filmado en: Kirstenbosch, Ciudad de Cabo, Sudáfrica) - 2008: Peace Dream – Upupha Ngoxolo (filmado en: Hout Bahía, Sudáfrica) - 2009: Starry Night (filmado en: Hamburgo-Bergedorf, Alemania) | - 2013: Angie Blue (filmado en Ciudad de Cabo, Sudáfrica) - 2014: See You In The Night (filmado en: Ciudad de Cabo, Sudáfrica) - 2015: Heroes In Red (filmados en: Ciudad de Cabo, Sudáfrica) - 2015: Lucky Star (filmado en: Constantia, Sudáfrica) - 2020: Say Your Name (Sudáfrica) - 2020: Dangerous Rhymes (Sudáfrica) |

## Literatura
- Eike Moriz: "Dangerous Rhymes: Lyric collection", Mosquito Records London Pty Ltd., 2020, ISBN 979-8689496825, 2.ª edición
- Eike Moriz: “Darstellung verschiedener stimmbildnerischer Arbeitsmethoden und deren vergleichende Betrachtung”, Wentorf: Eike Moriz, Alemania, 2020, (1.ª edición, 1999, Universidad de Música Carl Maria von Weber), ISBN 978-1-715-40557-1